# 予防
予防（よぼう）は、想定される悪化に対して事前に備えておくこと。

## 予防医学
予防医学では予防を3段階に分けて考える。
一次予防：疾病の発生を未然に防ぐ行為。健康増進と特異的予防に分かれる。健康増進には生活習慣の改善（生活環境改善、適切な食生活、運動・活動の励行、適正飲酒、禁煙、ストレス解消、介護予防など）、特異的予防には予防接種、事故防止、職業病対策、公害防止対策などがある。
二次予防：重症化すると治療が困難または大きなコストのかかる疾患を早期に発見・処置する行為。早期発見と早期治療に分かれる。早期発見には健康診断（スクリーニング）、人間ドック、早期治療には臨床的治療がこれにあたる。
三次予防：重症化した疾患から社会復帰するための行為。機能低下防止、治療、リハビリテーションがこれに含まれる。具体的には適切な治療、傷病進行阻止、理学療法、作業療法、機能回復訓練、言語聴覚療法、視能訓練、介護予防、職業訓練、適正配置などがあげられる。これは一般的な「予防」の認識とは一致しない概念である。